# Vフォー・ヴェンデッタ (映画)
『Vフォー・ヴェンデッタ』（原題：V for Vendetta）は、2005年に製作されたアメリカ・イギリス・ドイツ合作映画。ワーナー・ブラザース製作・配給。アラン・ムーアとデヴィッド・ロイドのグラフィックノベル『Vフォー・ヴェンデッタ』を原作としている。日本ではPG-12指定で公開された。

## 概要

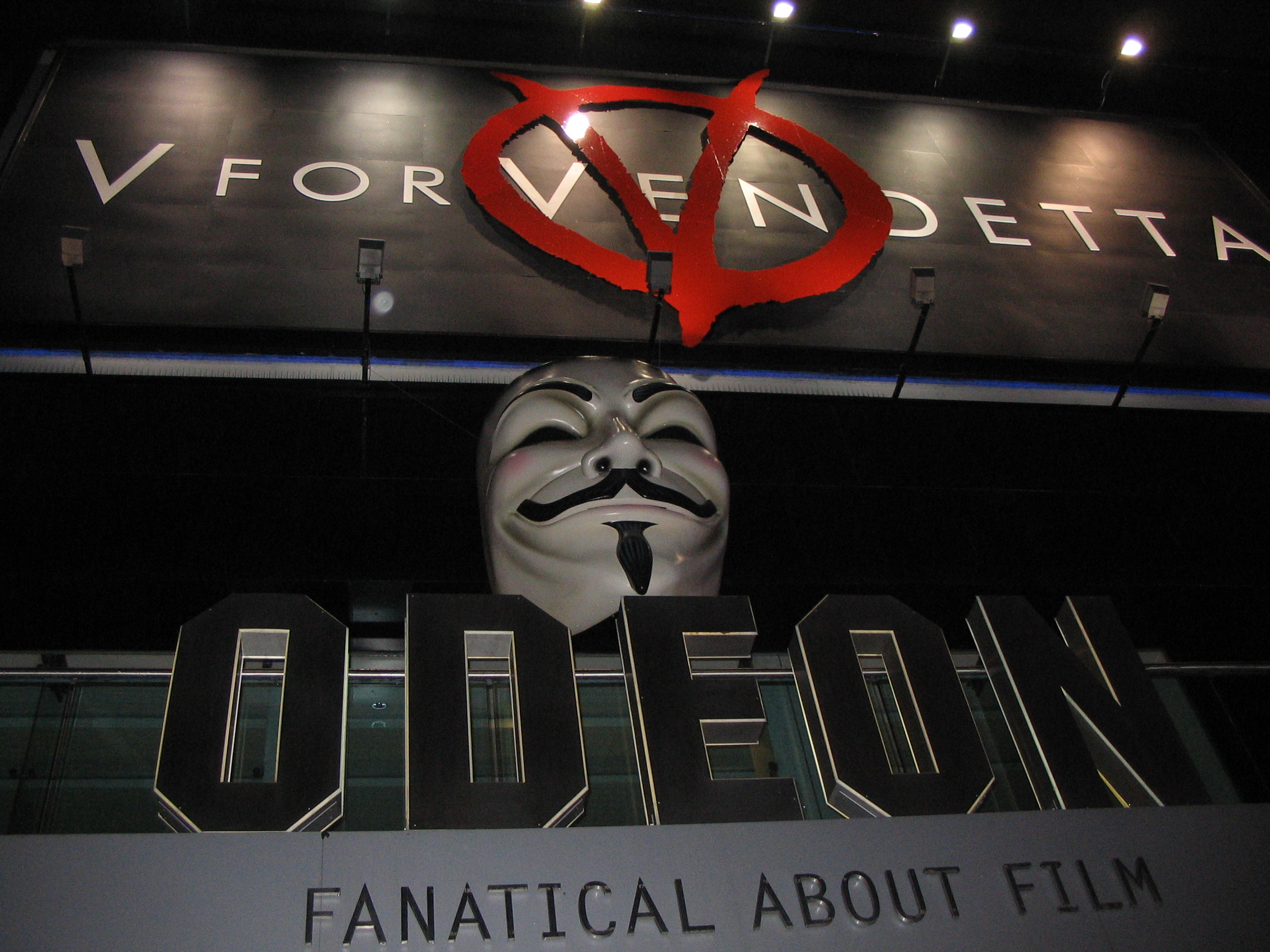
ディスプレイ

監督は『ムーラン・ルージュ』や『マトリックス』三部作の助監督を務めたジェームズ・マクティーグ。製作・脚本は『マトリックス』シリーズのウォシャウスキー兄弟。V役を『マトリックス』でエージェント・スミス役を演じたヒューゴ・ウィーヴィングが担当している。
第56回ベルリン国際映画祭での招待上映を経て、2006年3月17日にアメリカほか数か国で同時公開された（一部15日・16日）、日本では2006年4月22日より公開。全米公開日は当初2005年11月5日に設定されていたが延期になった。劇中にロンドン同時爆破事件を彷彿させるシーンがあることが原因だといわれている。
原作はDCコミックスの成人向けレーベルヴァーティゴから出版された同名の漫画。根底となる主題や物語の骨子は映画版とほぼ同じだが、意図的な改変が全般的に加えられている。

## ストーリー

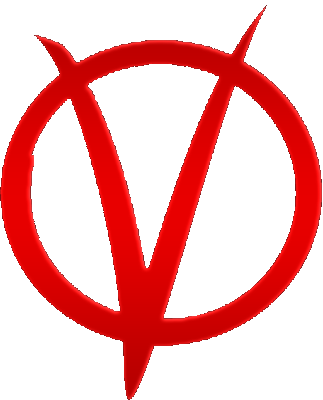
劇中に登場するVのシンボル

第三次世界大戦後。かつてのアメリカ合衆国が事実上崩壊し、独裁者アダム・サトラーによって全体主義国家と化したイングランド。
11月4日の夜、国営放送BTNに勤務する女性イヴィー・ハモンドは、夜間外出禁止令を破っての外出中、秘密警察ザ・フィンガーの構成員フィンガーマンに発見され乱暴されそうになる。そこにガイ・フォークスの仮面を被る謎の男“V”が現れ、鮮やかな手並みでイヴィーを救った。その直後、“V”はイヴィーの目の前で裁判所の爆破テロを敢行する。
翌朝、出勤したイヴィーはBTNに現れた“V”の電波ジャックに遭遇する。“V”は1年後の11月5日に国会議事堂の前へ集まるよう国民達に呼びかける。ザ・フィンガーの長官ピーター・クリーディーは即座に“V”の鎮圧を行うが、“V”はこれを切り抜けて脱出。重要参考人として手配され“V”の逃走をほう助する事になったイヴィーは“V”の拠点「シャドウ・ギャラリー」へと匿われる。
月日が流れてゆく中、“V”は国民に現在の国家の異常さを訴えながら、BTNのプロパガンダ番組のキャスターでもあるルイス・プロセロ、さらに英国国教会のアンソニー・リリアン司教、そして女医（検視官）のデリア・サリッジ（旧名：ダイアナ・スタントン）といった、サトラーの党幹部達を次々と血祭りにあげていく。奇妙な共同生活を送る中で“V”に好感を抱き始めていたイヴィーだが、“V”の異常な行動に忌避感を抱いて逃亡。上司であるゴードンの元へと逃げ込むが、そこで彼もまた現体制に抑圧されたマイノリティである事を知る。
一方、“V”の目的を探る警察官エリック・フィンチは、彼の足取りを追う内に、現体制の根幹を揺るがす壮大な陰謀を知ることになる。“V”は以前ラークヒルに存在した強制収容所の唯一の生存者で（“V”は収容所のV号室の収容者だった）、サトラーと側近たちは収容所の幹部であった。“V”は施設で人体実験の被験者にされ、サトラーは実験で生み出したウィルスによる細菌テロを自作自演で解決することで支持を集め政権を手にしていた。“V”の行いは復讐（“V for Vendetta”）だったのだ。
“V”の行動に触発されたゴードンは、サトラー政権に対する痛烈な風刺番組を放送する。政権へ疑念を抱き始めていた国民はこれを喜ぶが、激怒したサトラーの命令を受けたクリーディーによってゴードンは粛清される。間一髪で難を逃れたかに見えたイヴィーも逮捕され、“V”の協力者として拷問にかけられる。
イヴィーは牢屋の中で、同性愛者という理由で逮捕され処刑された女優ヴァレリーの日記を見つけ、これに勇気づけられて拷問を耐え抜く。そして“V”に関する情報について供述をしなければ死刑にするという最終通告を断った時、イヴィーは牢屋からの解放を告げられる。実はイヴィーを捕まえたのは“V”であり、“V”は匿った彼女の精神を解放するため自分と同じ体験をさせたのだった。激怒するイヴィーだったが、嵐の中で自分が自由になったことを実感し、“V”に一定の理解を示しつつも「シャドウ・ギャラリー」を後にした。
11月4日、“V”によってロンドン中にガイ・フォークスの仮面と衣装が配達される。サトラーはこの仮面と衣装を身に付けた者に対する逮捕・射殺命令を出すことで国民を統制しようとするが、1人のフィンガーマンが“V”の仮装をした少女を射殺してしまった事で逆に暴動が発生。対処に追われるクリーディーは、“V”から取引を持ちかけられ、サトラーを売り渡す事を決意する。そして“V”は「シャドウ・ギャラリー」を訪れたイヴィーと再会し、彼女に後の事を全て託してダンスを踊る。
そして11月5日、ガイ・フォークスの仮面と衣装を身に付けた国民がサトラーの演説放送を無視して国会議事堂へ押し寄せる中、“V”は廃駅となったヴィクトリア駅で、クリーディーとフィンガーマン、囚われたサトラーと対面する。クリーディーによるサトラーの処刑を見届けた“V”はクリーディー達との最終決戦で全身に銃弾を浴びながらも平然と彼らを抹殺するが、ヴィクトリア駅を後にする彼もまた致命傷を負い限界を迎えていた。
“V”の死を見届けたイヴィーは、“V”を地下鉄車両の特製の棺桶に寝かせ、駆けつけたフィンチの目の前で列車を出発させる。爆薬を満載した列車は国会議事堂の地下で爆発し、国民達の目前で旧い秩序は完全に崩壊。“V”の復讐は成し遂げられ、人々自身の手による新しい秩序が作られていくことになる。

## キャスト
※括弧内は日本語吹替

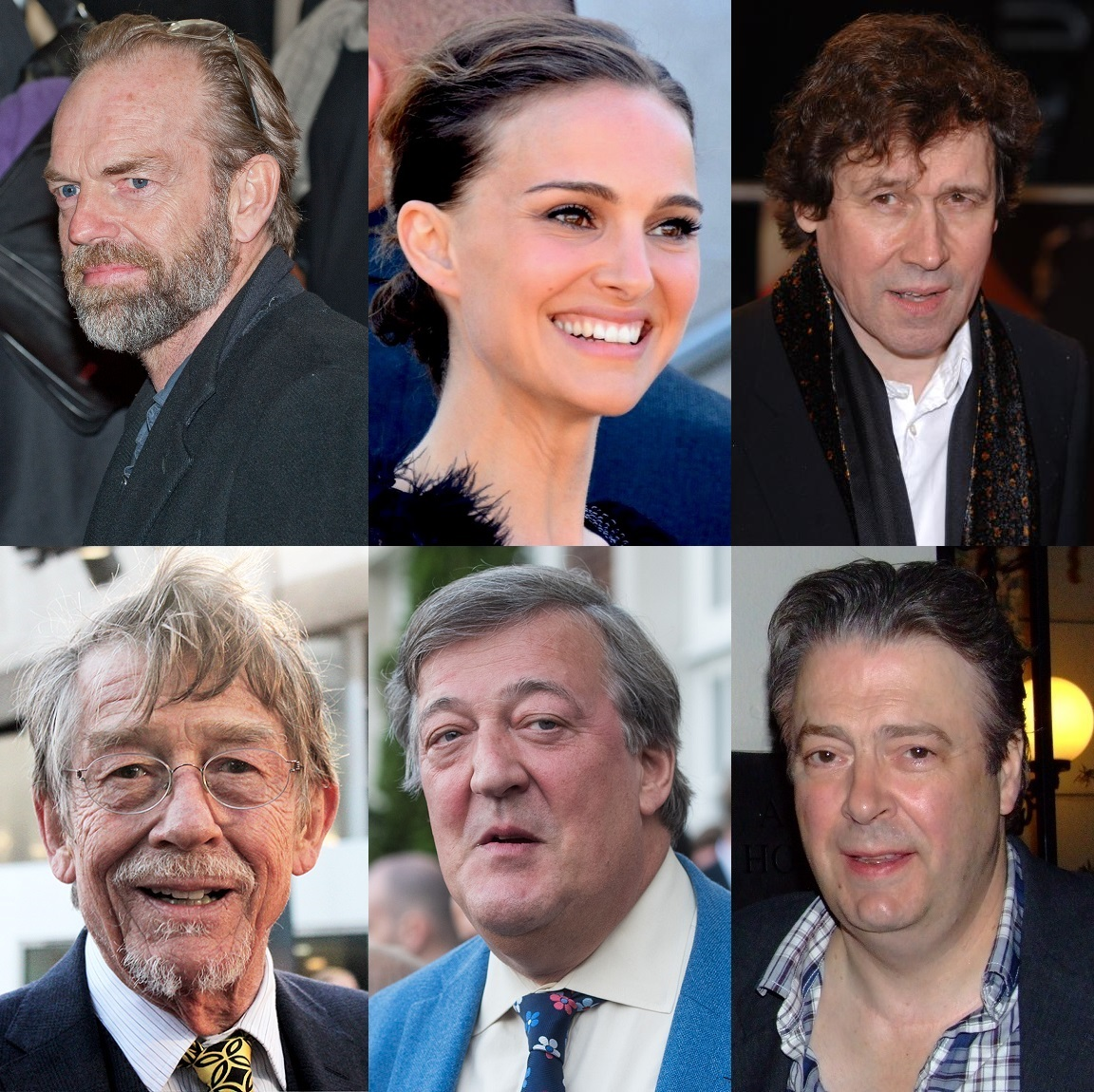
主要キャスト
上段：左からヒューゴ・ウィーヴィング、ナタリー・ポートマン、スティーヴン・レイ
下段：左からジョン・ハート、スティーヴン・フライ、ロジャー・アラム

- イヴィー・ハモンド - ナタリー・ポートマン（浅野まゆみ）
- V - ヒューゴ・ウィーヴィング（菅生隆之）
- エリック・フィンチ警視 - スティーヴン・レイ（屋良有作）
- ゴードン・ディートリッヒ - スティーヴン・フライ（島香裕）
- アダム・サトラー首相 - ジョン・ハート（中博史）
- ピーター・クリーディー - ティム・ピゴット＝スミス（佐々木勝彦）
- ドミニク警部 - ルパート・グレイヴス（山野井仁）
- ルイス・プロセロ - ロジャー・アラム（英語版）（長克巳）
- ダスコム - ベン・マイルズ（成田剣）
- デリア・サリッジ - シニード・キューザック（沢田敏子）
- ヴァレリー - ナターシャ・ワイトマン（英語版）（渡辺美佐）
- アンソニー・リリマン司教 - ジョン・スタンディング（英語版）（村松康雄）
- 若年時のヴァレリー - イモージェン・プーツ

## スタッフ
- 監督：ジェームズ・マクティーグ
- 脚本：ラナ・ウォシャウスキー、リリー・ウォシャウスキー
- 製作：ジョエル・シルバー、ラナ・ウォシャウスキー、リリー・ウォシャウスキー
- 視覚効果：フレームストアCFC
- 音楽：ダリオ・マリアネッリ

## その他・備考
- V役のヒューゴ・ウィーヴィングは、劇中では一度も素顔を見せず全編仮面を付けたままで出演した（クライマックスでVの仮装をした群集がいっせいに仮面を脱ぐシーンでは、ウィーヴィングの姿が一瞬だけ確認できる）。Vのセリフは仮面で声が通りにくいためウィーヴィングが撮影後に入れ直した。脚本が完成した時点ではウィーヴィングがV役の候補であったが、別の映画作品の撮影のためにオファーを一旦辞退、イギリス人俳優のジェームズ・ピュアフォイが抜擢された。だが、仮面をつけたままの演技にストレスを感じ始めたピュアフォイが撮影に入って約1か月で降板となり[4]、別作品の撮影を終えたウィーヴィングに再度交渉したところ了承された。しかし、公開済みの本編ではピュアフォイが演じたVのシーンもいくつか含まれており、ここも後にウィーヴィングが声だけ入れ直した。ちなみに、ウィーヴィングはV役とウィリアム・ロックウッド役の２役である。
- ナタリー・ポートマンは、オーディションを受けてイヴィー役を勝ち取り、その際に監督から「髪の毛を剃ることになる」と言われるも迷うことなく承諾。彼女は丸坊主姿で第58回カンヌ国際映画祭にも出席した。
- 本作完成後に撮影監督を務めたエイドリアン・ビドルが急逝。エンドロールには弔辞が記されている。
- 冒頭のVの "Remember, remember, the 5th of November. The gunpowder treason and plot. I know of no reason why the gunpowder treason, should ever be forgot." というセリフは、マザーグースの一節である。その他にも多くの言葉遊びがあり、特にウィリアム・シェイクスピアの著書からの引用が多い（『マクベス』『十二夜』『ハムレット』『リチャード三世』など）。
- また作中ではアルファベット「V」が繰り返し象徴的に用いられる。原作では全ての章題がVから始まる単語になっている。V自身も「V」にこだわりがあり、好んで使う。一例としてVとイヴィーの出会いのシーンでのVの自己紹介のセリフは、ほとんどの単語がVから始まっている。[5]
  - 劇中で重要な役割をはたす「スカーレット・カーソン」という薔薇は架空のもので、撮影にはオランダ産のグランプリという薔薇が使われた。なお、原作と小説版では「ヴァイオレット・カーソン」という実在の薔薇が登場する。これはVIOLETがVで始まるからと考えられる。
  - 物語の後半、Vがクリーディーと交渉する場面で使用されたベートーヴェンの交響曲「第5番ハ短調（運命）」の「ダダダダーン」というフレーズは、モールス符号で「V」を意味する。また5はローマ数字の「V」である。
- Vとクリーディーの最終決戦の場で、Vが登場の際に使用した "Penny for the Guy"（ガイにお小遣いをおくれ）というセリフは、イギリスで今もなお行われているガイ・フォークスの火薬陰謀事件が未遂に終わったことを祝う祭り「ガイ・フォークス・ナイト」で実際に子供たちが口にしている言葉。
- 映画『巌窟王』(1934年)が、Vの好きな映画として登場する[6]。Vはイヴィーと2人で見たり、1人で見ながら甲冑相手にフェンシングと思しき行為をしていた。一方、イヴィーは見終わった後でVに対し「でも、メルセデスがかわいそう」と感想を語り、後日自宅で改めて見ている。
  - 『巌窟王』は無実の罪で投獄された男が、脱獄した後に素性を偽って行う復讐譚である。ただしメルセデスはモンテ・クリスト伯の投獄以前の恋人であり、協力者として彼を愛する女性としてはエデの方がイヴィーの立ち位置に近い。